# 协德乡 (双湖县)
协德乡，是中华人民共和国西藏自治区那曲市双湖县下辖的一个乡镇级行政单位。

## 行政区划
协德乡下辖以下地区：
达吾玛宗村、昂白底布村、奇那嘎巴村、鲁玛扎村和祖姆村。